# Elytrostachys
Elytrostachys McClure é um género botânico pertencente à família Poaceae, subfamília Bambusoideae, tribo Bambuseae.
O gênero apresenta 2 espécies. Ocorrem nas florestas tropicais de Honduras até a Venezuela.

## Espécies
- Elytrostachys clavigera McClure
- Elytrostachys typica McClure